# Championnat de France Nationale 1 de tennis de table 1994-1995
 (janvier 2024).
Si vous disposez d'ouvrages ou d'articles de référence ou si vous connaissez des sites web de qualité traitant du thème abordé ici, merci de compléter l'article en donnant les références utiles à sa vérifiabilité et en les liant à la section « Notes et références ».
 (janvier 2024).
Navigation
Nationale 1 1993-1994 Nationale 1 1995-1996

## Championnat Féminin

### Première Phase
| Cl | Équipes                | Pts | J | V | N | D |
| -- | ---------------------- | --- | - | - | - | - |
| 1  | USO Mondeville         | 21  | 7 | 7 | 0 | 0 |
| 2  | ACS Fontenay-sous-Bois | 19  | 7 | 6 | 0 | 1 |
| 3  | Intrépide Angers       | 16  | 7 | 4 | 1 | 2 |
| 4  | La Roche ESO           | 15  | 7 | 3 | 2 | 2 |
| 5  | GV Hennebont           | 14  | 7 | 3 | 1 | 3 |
| 6  | PLR Brest 2            | 11  | 7 | 2 | 0 | 5 |
| 7  | CP Aigrefeuille        | 9   | 7 | 1 | 0 | 6 |
| 8  | Pana Loisirs           | 7   | 7 | 0 | 0 | 7 |

| Cl | Équipes                | Pts | J | V | N | D |
| -- | ---------------------- | --- | - | - | - | - |
| 1  | ES Cholet Saint-Pierre | 21  | 7 | 7 | 0 | 0 |
| 2  | PLR Brest 1            | 19  | 7 | 6 | 0 | 1 |
| 3  | CS Clichy-sur-Seine    | 17  | 7 | 5 | 0 | 2 |
| 4  | AJK Vannes             | 15  | 7 | 4 | 0 | 3 |
| 5  | PSJ Tinchebray         | 13  | 7 | 3 | 0 | 4 |
| 6  | ASPTT Poitiers         | 11  | 7 | 2 | 0 | 5 |
| 7  | JA Coutances           | 9   | 7 | 1 | 0 | 6 |
| 8  | TT La Montagne         | 7   | 7 | 0 | 0 | 7 |

### Deuxième Phase

#### Poule B
| Cl | Équipes          | Pts | J | V | N | D |
| -- | ---------------- | --- | - | - | - | - |
| 1  | AS Le Chesnay    | 12  | 4 | 4 | 0 | 0 |
| 2  | PLR Brest        | 12  | 4 | 4 | 0 | 0 |
| 3  | La Roche ESO     | 8   | 4 | 2 | 0 | 2 |
| 4  | Intrépide Angers | 7   | 4 | 1 | 1 | 2 |
| 5  | CP La Rochelle   | 5   | 4 | 0 | 1 | 3 |
| 6  | CP Auch          | 4   | 4 | 0 | 0 | 4 |